# Mecolaesthus peckorum
Mecolaesthus peckorum är en spindelart som beskrevs av Huber 2000. Mecolaesthus peckorum ingår i släktet Mecolaesthus och familjen dallerspindlar.
Artens utbredningsområde är Venezuela. Inga underarter finns listade i Catalogue of Life.